# Jurinella spinosa
Jurinella spinosa är en tvåvingeart som först beskrevs av Townsend 1927.  Jurinella spinosa ingår i släktet Jurinella och familjen parasitflugor. Inga underarter finns listade i Catalogue of Life.